# 3. ŽNL Karlovačka 1999./2000.
3. ŽNL Karlovačka je bila 6. stupanj nogometnih natjecanja u Hrvatskoj. Prvoplasirani klub je prelazio u viši rang - 2. ŽNL Karlovačku, dok iz lige nije ispadao nitko jer je 3. ŽNL bila najniži stupanj natjecanja za Karlovačku županiju. 3. ŽNL je postojala do sezone 2007./08.

## Tablica
| Mj. | Klub                        | Sus. | Pobj. | Ner. | Por. | GR.   | Bod. |
| --- | --------------------------- | ---- | ----- | ---- | ---- | ----- | ---- |
| 1.  | NK Ozalj                    | 10   | 6     | 2    | 2    | 36:15 | 21   |
| 2.  | NK Radnik Karlovac          | 10   | 6     | 1    | 3    | 32:10 | 19   |
| 3.  | NK Šišljavić                | 10   | 6     | 1    | 3    | 28:19 | 19   |
| 4.  | NK Eugen Kvaternik Rakovica | 10   | 5     | 1    | 4    | 22:18 | 16   |
| 5.  | NK Draganić                 | 10   | 2     | 1    | 7    | 13:31 | 7    |
| 6.  | NK Oštarije                 | 10   | 2     | 0    | 8    | 8:46  | 6    |

## Strijelci
- 11 - Siniša Matijević (NK Radnik Karlovac)
- 9 - Zdravko Golub (NK Ozalj)
- 6 - Željko Matković (NK Šišljavić)